# Violet Hill
"Violet Hill" là một bài hát của ban nhạc alternative rock nước Anh Coldplay. Đây là đĩa đơn được ban nhạc sáng tác từ album phòng thu thứ tư của họ Viva La Vida or Death and All His Friends (2008). Bài hát lấy tiếng nhạc ghita lặp lại nhiều lần làm chủ đạo như tiếng hành quân, đi kèm với tiếng piano, tiếng rhythms và nhạc điệu của bài hát. Bài hát ban đầu đã được cho phép tải miễn phí trên trang chủ của ban nhạc và đã thu được 2 triệu lượt tải về.
Trưởng nhóm Coldplay Chris Martin tiết lộ rằng bài hát này đã được chuẩn bị rất kỹ lưỡng trong vài năm từ khâu lời hát cho đến nhạc điệu, đến khi bài hát được hoàn thành vào năm 2007. "Violet Hill" chính là bài hát để ban nhạc phản đối chiến tranh phi nghĩa. Đĩa đơn đã nhận được những đánh giá tích cực từ các nhà phê bình. Đây là đĩa đơn đầu tiên từ album Viva La Vida or Death and All His Friends được phát hành ra toàn thế giới, xếp thứ 9 trên bảng xếp hạng Billboard Hot 100 và thứ 8 trên UK Singles Chart.
Bài hát đã được lấy làm nhạc nền cho video trò chơi năm 2007 Guitar Hero III: Legends of Rock, cũng như trong Guitar Hero on Tour: Modern Hits và trong phim tài liệu Warren Miller's Children of Winter. Bài hát đã được đề cử cho giải Q cho hạng mục Best Track và nhận được 2 đề cử Giải Grammy cho Trình diễn Song ca/ Nhóm nhạc Rock xuất sắc nhất và Bài hát Rock hay nhất. MV của bài hát đã được đề cử cho hiệu ứng âm thanh đặc sắc nhất tại Giải Video âm nhạc của MTV. Đĩa đơn cũng được bán rộng rãi với các bản covers và âm thanh khác nhau..

## Các bảng xếp hạng
| Xếp hạng (2008)                        | Vị trí |
| -------------------------------------- | ------ |
| Australian ARIA Singles Chart          | 9      |
| Ö3 Austria Top 40                      | 11     |
| Belgian Ultratop 50 Singles (Flanders) | 10     |
| Belgian Ultratop 40 Singles (Wallonia) | 7      |
| Canadian Hot 100                       | 6      |
| Czech IFPI Airplay Chart               | 14     |
| Danish Singles Chart                   | 11     |
| Dutch Top 40                           | 9      |
| European Hot 100 Singles               | 9      |
| French SNEP Singles Chart              | 36     |
| German Singles Chart                   | 10     |
| Irish Singles Chart                    | 13     |
| Italian FIMI Singles Chart             | 9      |
| Japan Hot 100 Singles                  | 22     |
| New Zealand RIANZ Singles Chart        | 5      |
| Norwegian Singles Chart                | 8      |
| Poland (ZPAV)                          | 1      |
| Slovak IFPI Airplay Chart              | 21     |
| Swedish Singles Chart                  | 8      |
| Swiss Singles Chart                    | 11     |
| UK Singles Chart                       | 8      |
| US Billboard Hot 100                   | 40     |
| US Billboard Hot Modern Rock Tracks    | 9      |
| US Billboard Pop 100                   | 38     |
| Venezuela Pop Rock (Record Report)     | 1      |

| Chart (2008)         | Vị trí |
| -------------------- | ------ |
| German Singles Chart | 79     |